# Politica dell'acqua in Giappone
La politica dell'acqua in Giappone è quel complesso di decreti, leggi e provvedimenti che gli organi amministrativi giapponesi attuano nella gestione e salvaguardia delle risorse idriche, nell'approvvigionamento dell'acqua potabile, nella depurazione e nel trattamento delle acque reflue e nello sviluppo e manutenzione delle infrastrutture legate ai servizi igienico-sanitari.
Il Giappone ha nel mondo uno dei livelli più bassi di dispersione nella distribuzione dell'acqua e supera regolarmente i rigorosi standard della qualità dell'acqua potabile e delle acque reflue trattate. Il 100% della popolazione giapponese ha accesso a una fonte d'acqua migliorata e nel 2013 il 76,3% aveva accesso al sistema fognario pubblico (下水?, gesui) mentre nelle aree rurali o quantomeno al di fuori delle grandi città si utilizzava principalmente un sistema a fosse settiche (浄化槽?, jōkasō).
Il Paese nipponico deve comunque affrontare alcune sfide quali la diminuzione della popolazione, il calo degli investimenti, i vincoli fiscali, l'invecchiamento dei servizi e della forza lavoro, la suddivisione delle responsabilità legate al servizio idrico integrato tra le migliaia di operatori gestiti dai comuni, la vulnerabilità di alcune parti del Paese colpite dalla siccità e l'aumento probabile del numero di queste ultime a causa del cambiamento climatico.

## Storia

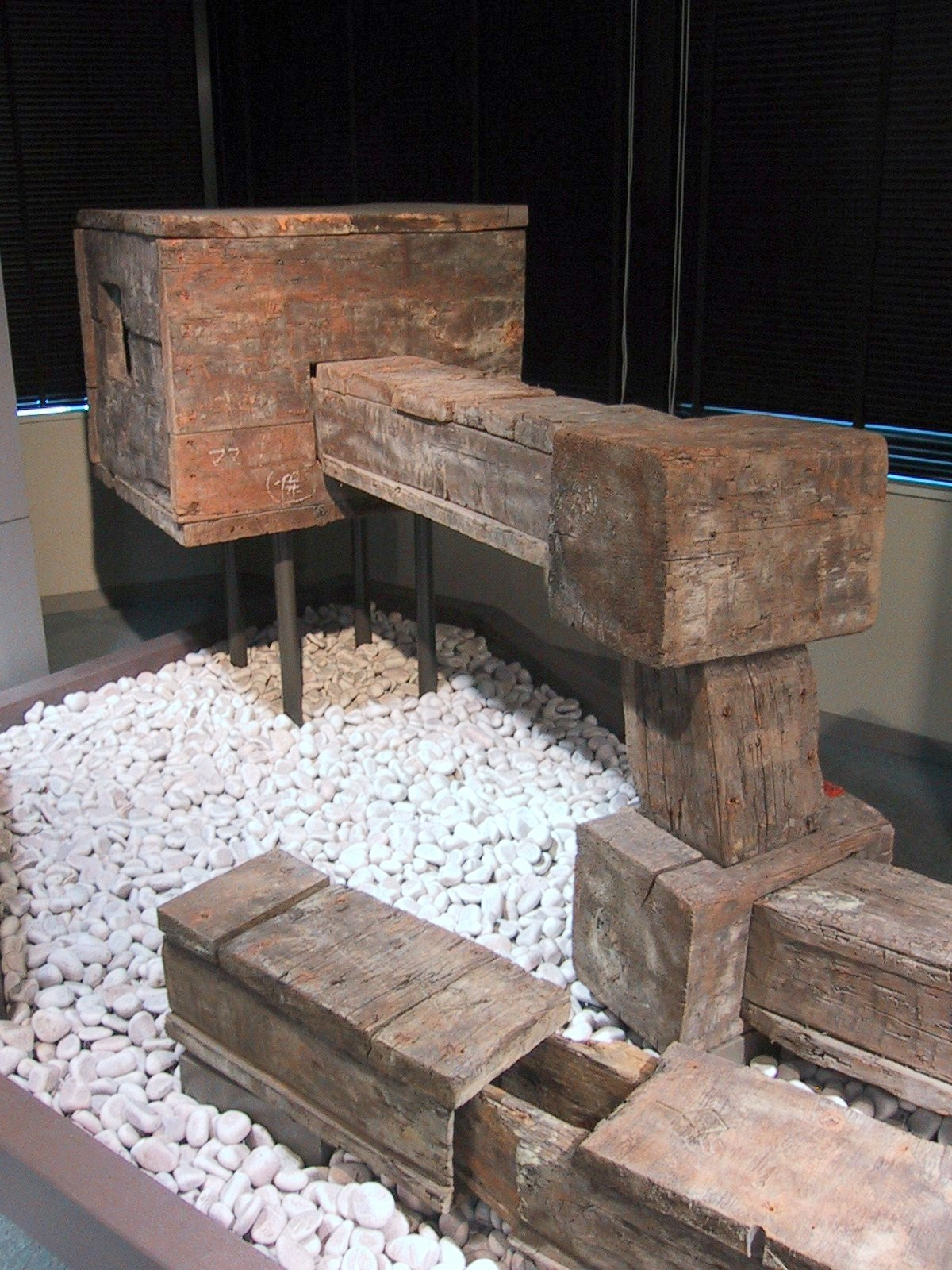
Tubature in legno conservate al Tokyo Metropolitan Bureau of Waterworks

L'utilizzo dell'acqua in Giappone si è sviluppato in stretta associazione con la coltivazione del riso. I primi sistemi di controllo delle acque risalgono al periodo Edo (1603-1868), quando grandi passi furono fatti nel campo dell'irrigazione. Le principali fonti di acqua potabile erano costituite da sorgenti o pozzi tradizionali poco profondi, ma erano presenti anche alcuni sistemi di approvvigionamento idrico che utilizzavano tubature in legno, le quali confluivano l'acqua in cisterne o in alvei artificiali.
Il primo sistema moderno per la fornitura di acqua corrente fu costruito nel 1887 nella città portuale di Yokohama, utilizzando acqua di superficie trattata da un filtro dissabbiatore. Dal 1900 altre sei grandi città beneficiarono di un sistema di approvvigionamento idrico moderno (Hakodate, Nagasaki, Osaka, Tokyo, Hiroshima e Kōbe), e nel 1940 circa un terzo della popolazione era stato collegato ai sistemi idrici. L'incidenza delle malattie trasmesse dall'acqua come il colera, la dissenteria e il tifo rimase alta fino a dopo la seconda guerra mondiale, quando la disinfezione venne introdotta dagli statunitensi, diventando obbligatoria nel 1957. Contemporaneamente allo sviluppo degli impianti di approvvigionamento idrico, l'ottimizzazione della disinfezione e l'incremento dei sistemi di sanificazione permise di ridurre l'incidenza delle malattie trasmesse dall'acqua, le quali calarono sensibilmente nel corso degli anni sessanta e settanta.
Nel 1964, durante le olimpiadi estive a Tokyo, per tre mesi la capitale giapponese dovette affrontare una carenza cronica di acqua e la fornitura del servizio fu tagliata a circa un milione di famiglie, il quale aveva accesso alla fornitura idrica per sole nove ore al giorno. Per porre rimedio ai disagi fu deciso di importare l'acqua dalle prefetture di Kanagawa e Saitama e dal fiume Towe.

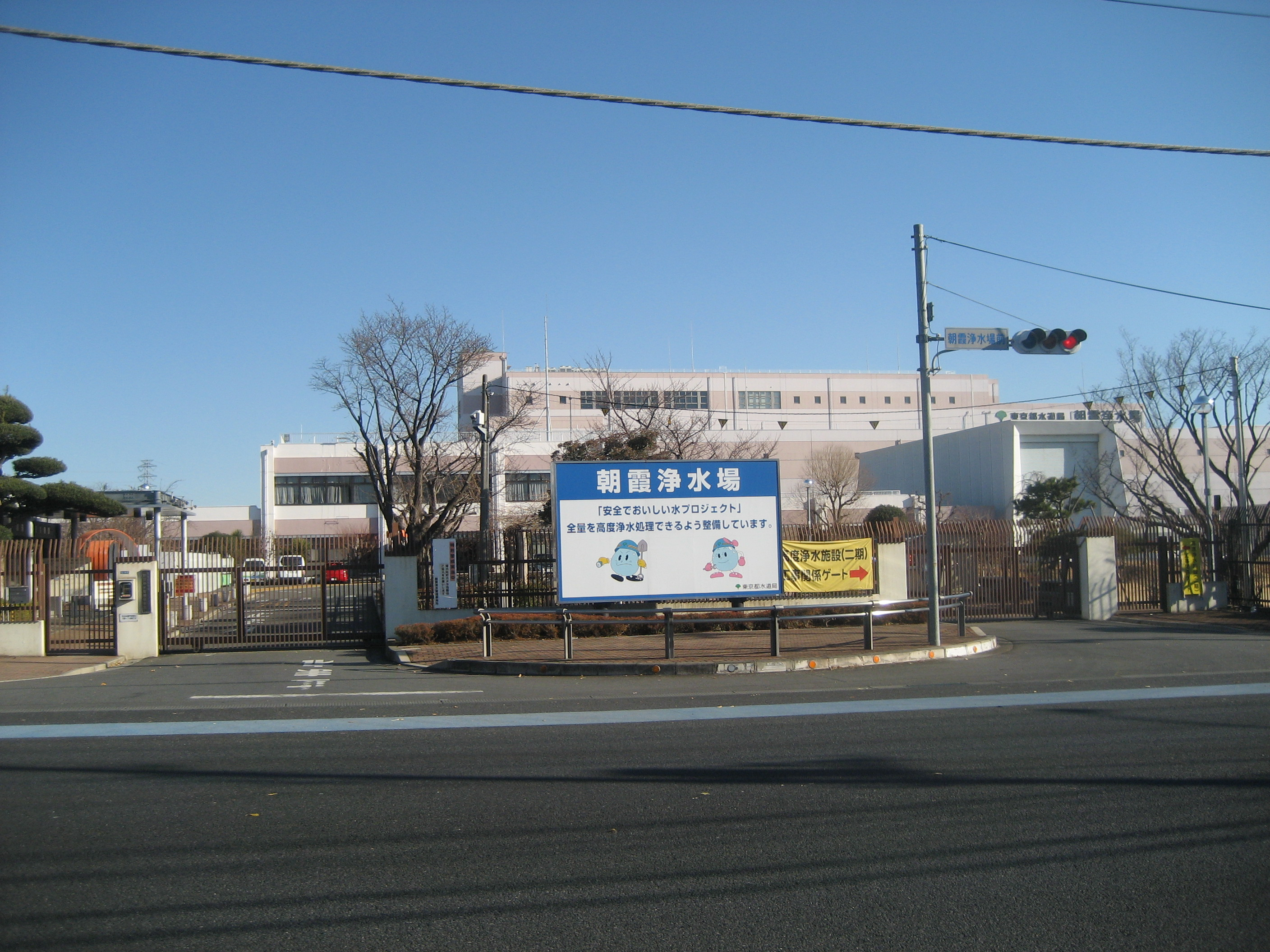
Impianto di trattamento delle acque ad Asaka, Saitama

Nel 1961 venne approvata la Legge per la promozione dello sviluppo delle risorse idriche, grazie alla quale sette bacini fluviali furono assegnati allo sviluppo delle risorse idriche e designati come sito per la costruzione di dighe o sbarramenti. Durante gli anni settanta e ottanta numerose dighe furono così costruite per fornire alle città importanti risorse acquifere evitando allo stesso tempo eventuali disagi dovuti ai periodi di siccità e favorendone la crescita grazie a una disponibilità di acqua adeguata. La costruzione di alcune dighe fu tuttavia interessata da ritardi significativi: ad esempio la costruzione della diga che forma quello che oggi è il lago Miyagase fu iniziata nel 1971, ma per una serie di motivi, tra cui la necessità di reinsediare trecento famiglie, fu completata solo nel 2000.
A partire dagli anni sessanta il governo giapponese promosse attivamente la costruzione di impianti di trattamento e di smaltimento delle acque reflue e con l'approvazione della Legge sull'ambiente nel 1993 fu intrapresa una politica votata alla protezione delle sorgenti fluviali e alla prevenzione dell'inquinamento acquifero che sostituì gradualmente l'approccio curativo. Queste serie di misure hanno segnato un passo importante nella riduzione dell'inquinamento delle acque e nella tutela ambientale in Giappone.

## Servizio idrico in Giappone

### Accesso e qualità del servizio
Il 100% della popolazione giapponese ha accesso a una fonte d'acqua migliorata: il 97% della popolazione vi accede attraverso i servizi pubblici e il 3% riceve l'acqua da pozzi privati o da piccoli impianti non regolamentati, soprattutto nelle zone rurali. L'acqua potabile è disponibile praticamente ovunque, grazie alle numerose fontanelle diffuse nel Paese.
Anche l'accesso ai servizi igienici è pressoché universale, sia attraverso il sistema fognario pubblico che tramite impianti igienico-sanitari in loco. Il materiale di scarto e le acque reflue sono raccolte e trattate presso impianti di depurazione secondari. Tutti gli effluenti scaricati in bacini idrici chiusi o semi-chiusi come la baia di Tokyo, la baia di Osaka o il lago Biwa sono ulteriormente trattati a livello terziario. Questo vale per circa il 15% delle acque reflue. 
La qualità dell'effluente nel trattamento di livello secondario è di 3–10 mg/l BOD, ben al di sotto dello standard degli effluenti nazionali che si attesta sui 20 mg/l.

### Efficienza

#### Acqua non fatturata
La percentuale media di acqua non fatturata nel 2007 era di 7,3%, con picchi che vanno da un minimo del 5% a un massimo del 15%.
Il basso livello di perdite d'acqua, in calo costante dal 1978, è stato raggiunto grazie alla capacità di provvedere a riparazioni veloci che sono in genere intraprese lo stesso giorno in cui viene segnalato un guasto, e attraverso l'uso di materiali di alta qualità. L'obiettivo del governo giapponese è quello di ridurre le perdite fino al 2% per quanto riguarda i grandi gestori e fino al 5% per i piccoli gestori. Inoltre il Giappone è forse l'unico Paese al mondo che raccoglie anche i dati a livello nazionale sulla dispersione delle acque reflue, vale a dire la quantità di acqua che fuoriesce erroneamente dal sistema fognario a causa di malfunzionamenti, fuoriuscite dalle caditoie o perdite sotterranee. Nel 2006 la media delle acque reflue disperse si attestava al 12%, con un minimo del 6% di Shiga al 30% di Sapporo.

#### Produttività lavorativa
Le statistiche sulla quantità di forza lavoro impiegata indicano un'elevata produttività di lavoro nel settore idrico giapponese. Il numero di operai impiegati è inoltre piuttosto basso se comparato alle statistiche di altri Paesi: ogni mille raccordi sono impiegati infatti 0,62 operai nel settore della manutenzione fognaria e 1,9 nel settore dell'approvvigionamento idrico. Queste statistiche tuttavia non tengono conto di operazioni di routine quali piccole riparazioni, misurazioni e fatturazioni che vengono spesso esternalizzate. Il numero di operai impiegati sarebbe più elevato e la produttività del lavoro risulterebbe inferiore se i dipendenti in outsourcing fossero inclusi nei dati di cui sopra.

#### Benchmarking
Il Giappone, infine, ha un sistema di benchmarking nazionale delle prestazioni degli operatori facenti parte il settore idrico soggetto alla Legge sulle aziende pubbliche locali. Il sistema è gestito dal Ministero degli affari interni e delle comunicazioni. Il database, che comprende più di cento indicatori di performance, viene aggiornato annualmente e pubblicato sul sito web del Ministero.

## Disponibilità e consumo

### Impatto dei cambiamenti climatici sulla disponibilità idrica

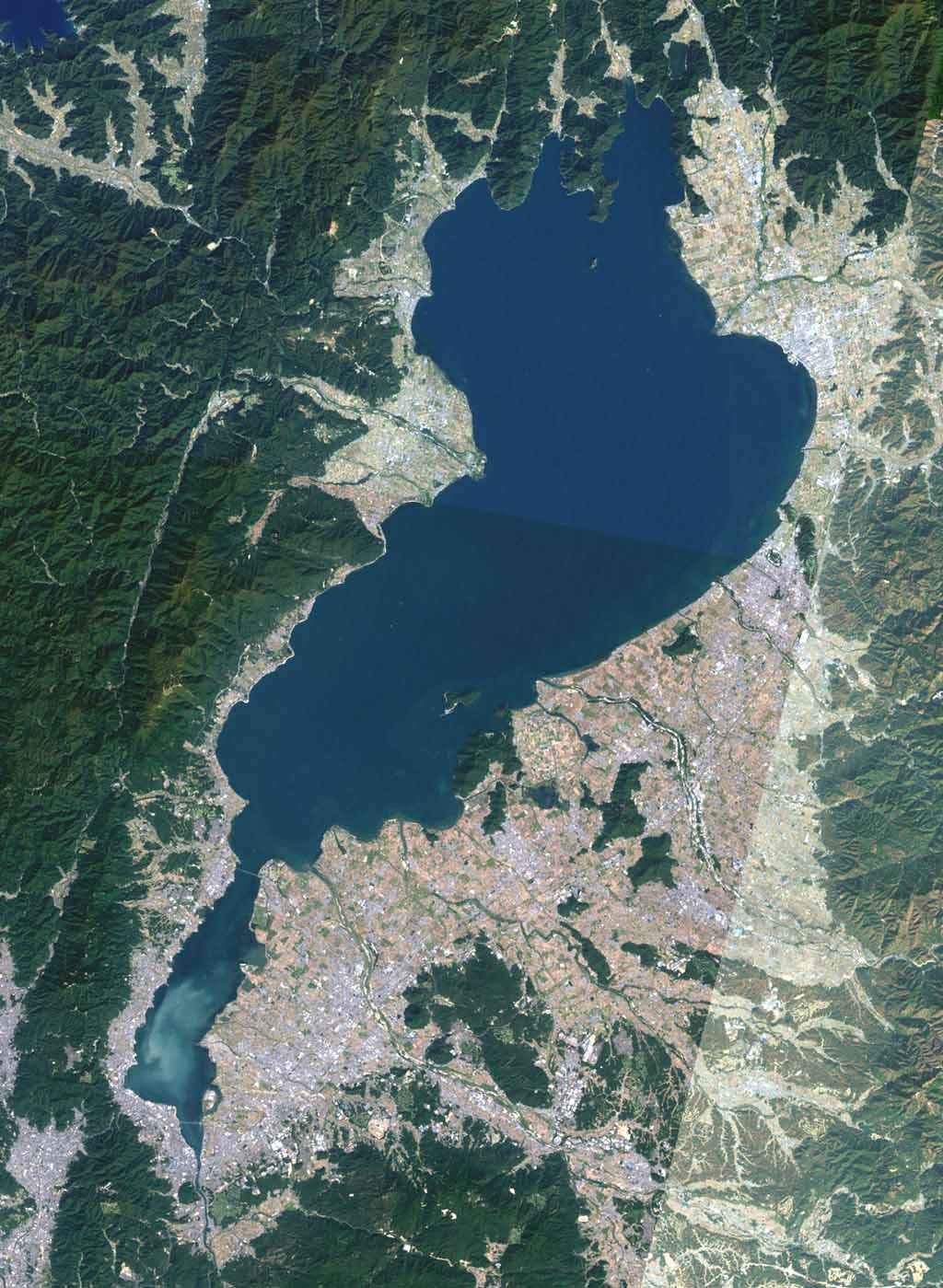
Il lago Biwa è la primaria fonte di acqua potabile per le 15 milioni di persone che risiedono nell'area di Keihanshin

La disponibilità di acqua in Giappone varia notevolmente a seconda degli anni, delle caratteristiche delle stagioni e di quelle delle regioni. In media, nel periodo compreso tra il 1971 e il 2000, le risorse idriche in Giappone si sono attestate a 420 km³ all'anno, con una media pro capite di 3 300 m³, inferiore a quella globale. Sulla costa del Pacifico, dove vive la maggior parte dei giapponesi, il 70-80 % delle precipitazioni si verifica durante soli quattro mesi, ovvero durante la stagione delle piogge da giugno a luglio e la stagione dei tifoni da agosto a settembre. Sulla costa del Mar del Giappone il monsone invernale porta abbondanti nevicate da dicembre a febbraio. Siccità che interessano l'intero Paese si verificano ogni dieci anni circa, mentre le siccità regionali avvengono con più frequenza. Durante la siccità del 1994, sedici milioni di persone subirono notevoli disagi vedendosi limitare la propria fornitura d'acqua. Si prevede che la gravità della siccità aumenterà a causa dei cambiamenti climatici che ridurranno la quantità di acqua immagazzinata in forma di neve e le precipitazioni, e favoriranno l'evaporazione dai serbatoi. La maggior parte dell'acqua per uso domestico proviene dalle acque di superficie. Circa il 45% del totale proviene dai bacini regolati da dighe, mentre il 27% proviene direttamente dai fiumi, l'1% dai laghi e il 4 % dai letti dei fiumi, per un totale di 77% proveniente da acqua di superficie. Il 23% dell'approvvigionamento idrico domestico proviene da acque sotterranee, sovrasfruttate in alcune parti del Paese.

### Stoccaggio
Benché ci siano oltre 2 500 dighe in Giappone, la loro capacità di stoccaggio totale è bassa poiché i fiumi giapponesi sono spesso brevi e ripidi. La totale capacità di stoccaggio di tutte le dighe del Giappone in funzione è di solo 20 km³, pari a meno della capacità di stoccaggio della diga di Hoover, negli Stati Uniti. In compenso i laghi costituiscono una sede di stoccaggio naturale importante e i loro livelli d'acqua sono regolati mediante dighe. Il lago più grande del Giappone è il lago Biwa, che fornisce acqua potabile a oltre 15 milioni di persone nell'area metropolitana di Keihanshin (Kyoto-Osaka-Kobe).

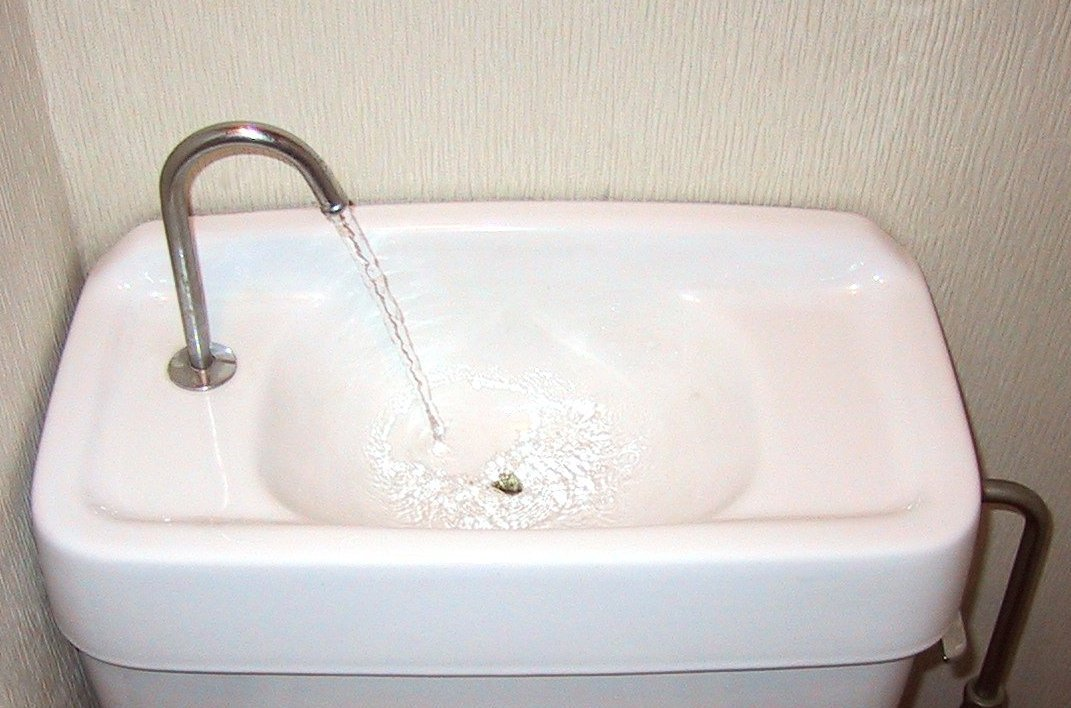
Un rubinetto sopra la cisterna di questa toilette con sciacquone di tipo occidentale permette di risparmiare acqua recuperando le acque reflue per il prossimo risciacquo

### Consumo
In Giappone in un anno si consuma mediamente il 20% dell'acqua disponibile annualmente, per un volume pari a 83.5 km³. Comunque vi sono grandi variazioni nel tasso di utilizzo a seconda degli anni e delle regioni geografiche. Ad esempio nella parte costiera della regione di Kantō che comprende Tokyo il tasso di utilizzo è superiore al 90% in un anno senza piogge. Nel nord relativamente secco di Kyūshū il tasso è superiore al 50%. Un volume pari a 55,2 km³ viene utilizzato per l'agricoltura, 16,2 km³ sono destinati per uso domestico e 12,1 km³ per uso industriale. L'introduzione di dispositivi per il risparmio idrico nell'uso domestico pro capite ha avuto la conseguenza di diminuire, anche se di poco, il consumo d'acqua che è passato dai 322 litri per abitante consumati al giorno del 2000 ai 314 del 2004. Il consumo d'acqua per abitante è quindi leggermente inferiore rispetto agli Stati Uniti (371 litri nel 2005) e più del doppio di quello della Germania (121 litri nel 2010) o dell'Inghilterra (150 litri nel 2008).

### Qualità dell'acqua
Benché la qualità dell'acqua potabile e la qualità delle acque reflue trattate superino nella maggior parte dei casi gli standard nazionali, la qualità dell'acqua dei fiumi e dei laghi ancora non soddisfa gli standard ambientali. Ad esempio il tasso di raggiungimento degli standard ambientali era 87% nel 2005, ma considerando solo i laghi e le paludi esso si attestava a solo il 50%.

## Infrastrutture

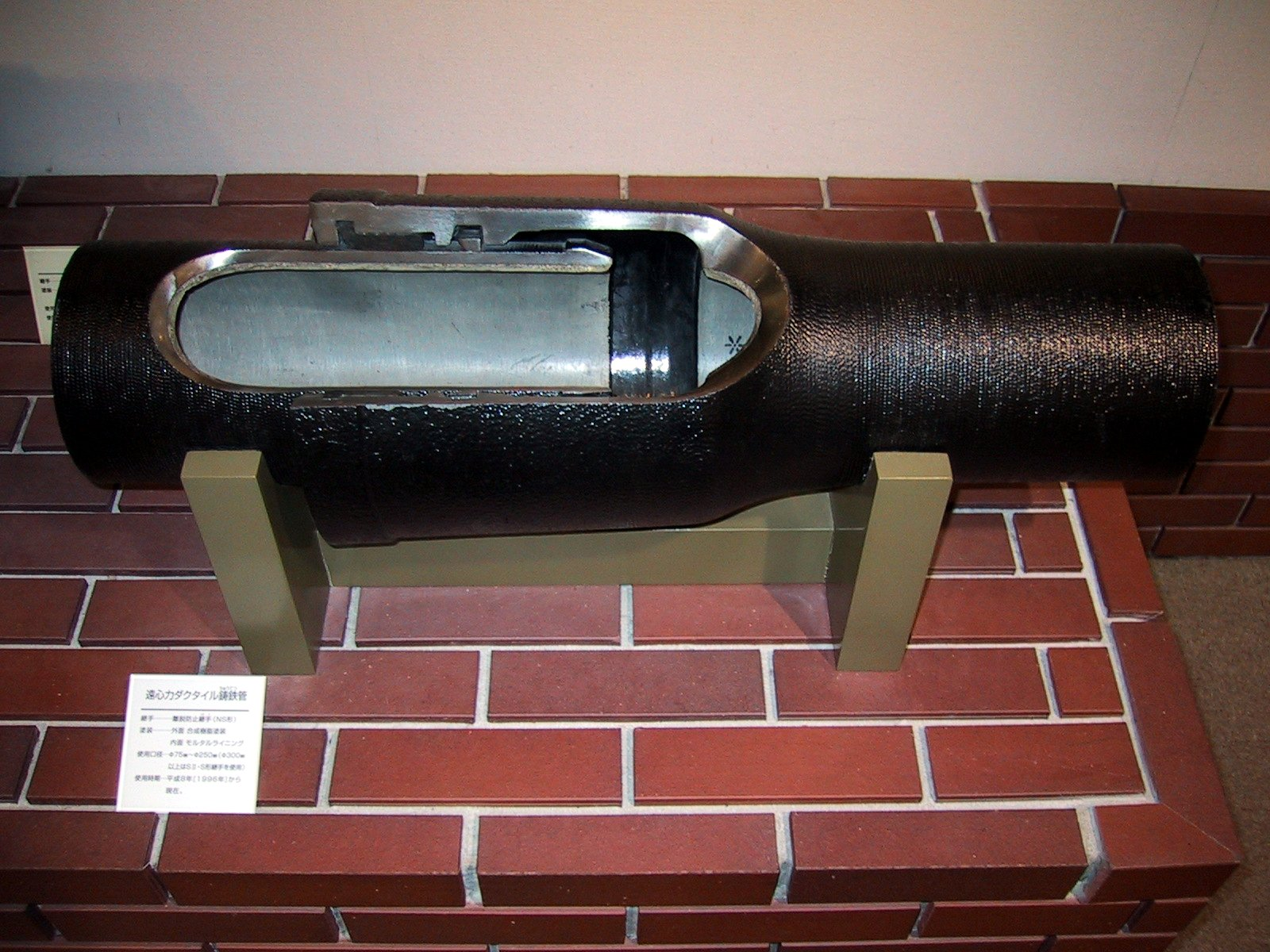
Giuntura di una tubatura conservata al Tokyo Metropolitan Bureau of Waterworks

### Approvvigionamento
Le moderne tubature di incanalatura dell'acqua sono in genere costituite da ghisa duttile mentre i tubi di servizio sono in acciaio inox. Nel 1980 la percentuale dei tubi in ghisa era del 40% mentre non esistevano tubi in acciaio inossidabile; nel 2006 il 100% dei tubi utilizzati erano costituiti da questi due materiali. Il Giappone è uno dei Paesi che spreca meno acqua al mondo, e il materiale dei tubi è accreditato come un fattore importante nella riduzione delle perdite. Il trattamento delle acque avviene di solito attraverso la dissabbiatura rapida (76%), mentre il 20% degli impianti di depurazione applica la disinfezione dell'acqua senza alcun trattamento aggiuntivo. Sempre più impianti adottano metodi di trattamento delle acque avanzati come il carbone attivo, la disinfezione a ozono o lo strippaggio ad aria.

### Rete fognaria
Per quanto riguarda la rete fognaria, su 1 896 impianti, 1 873 sono sistemi fognari separati (tra fognature e caditoie) e solo 23 sono sistemi fognari combinati. Nel 2013 il 76,3% della popolazione aveva accesso al sistema fognario pubblico (下水?, gesui) mentre nelle aree rurali o quantomeno al di fuori delle grandi città si utilizzava principalmente un sistema a fosse settiche (浄化槽?, jōkasō). Inoltre secondo una stima riferita al 2006 l'82,4% della popolazione aveva accesso a un impianto di depurazione delle acque, benché nelle aree con una popolazione di 50 000 abitanti o meno la percentuale si riduca drasticamente, attestandosi al 65%. I jōkasō sono dispositivi che permettono anche il trattamento delle acque e sono comuni sia nelle aree non collegate alla rete fognaria, sia nei settori collegati. Vi è anche una legge specifica che ne regola la costruzione, l'installazione e il funzionamento. I jōkasō utilizzano tecnologie alternative rispetto alla rete fognaria comune e possono essere installati sia in abitazioni unifamiliari sia nei condomini, negli edifici pubblici o in quelli commerciali. L'acqua trattata può essere facilmente riutilizzata per vari scopi, ad esempio l'irrigazione dei giardini, il lavaggio delle autovetture o per lo sciacquone delle toilette. I materiali di scarto dei jōkasō possono essere utilizzati come fertilizzante. Il governo ha un programma per sovvenzionare l'installazione di jōkasō e si è tentato di trasferire la tecnologia in Cina e in Indonesia.

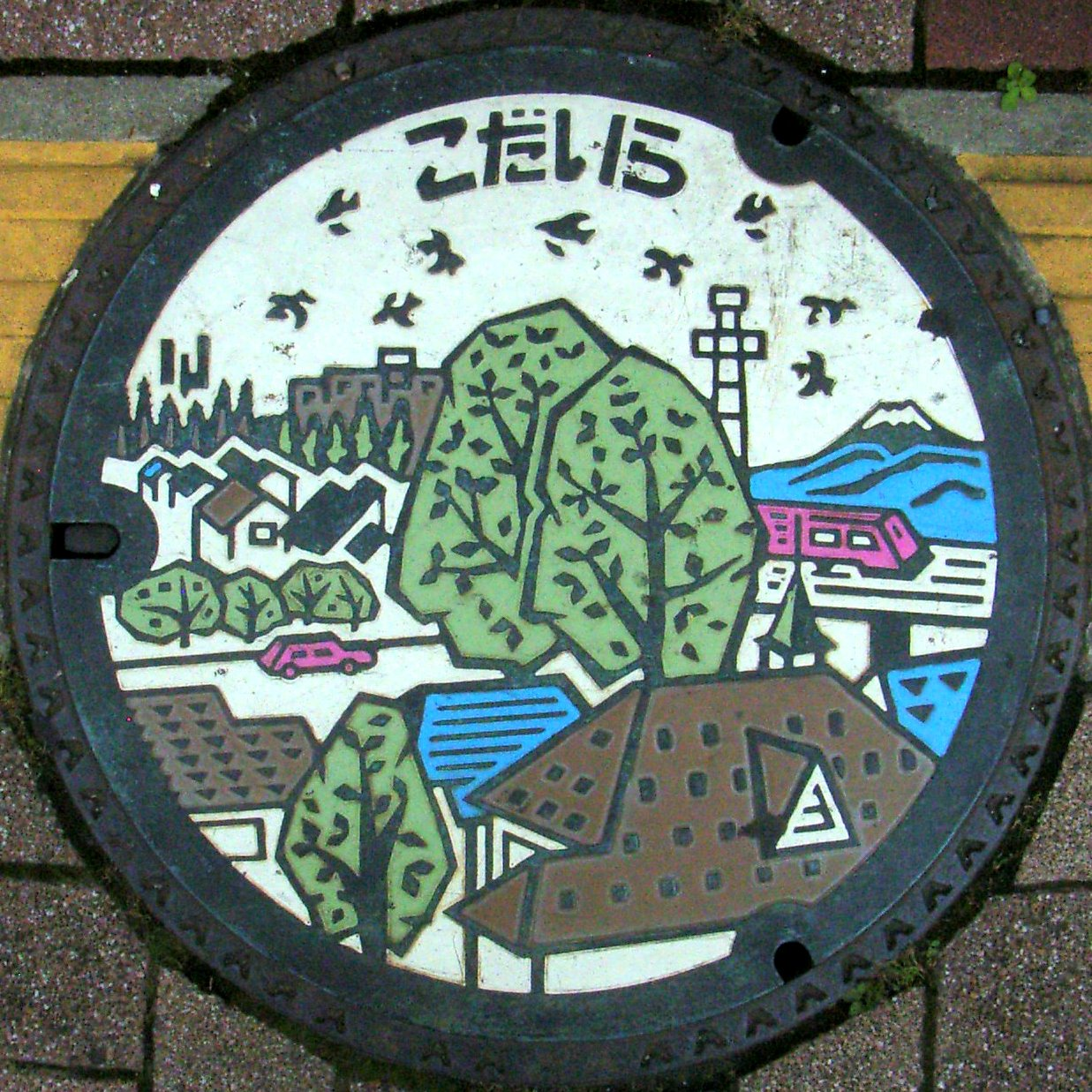
Chiusino decorato di Kodaira, Tokyo

Menzione a parte meritano i caratteristici chiusini (マンホール?, manhōru, dall'inglese manhole, "tombino") nei quali è possibile imbattersi nella maggior parte della città giapponesi, in quanto il 95% dei comuni ha il proprio con caratteristiche e dettagli unici. La maggior parte è decorata con motivi floreali oppure con i simboli tipici della tradizione giapponese. Oltre ad assolvere finalità estetiche, essi sono progettati in modo che il disegno garantisca sufficiente forza d'attrito affinché non ci sia pericolo durante la circolazione degli autoveicoli, soprattutto in caso di cattive condizioni ambientali. Dalla loro comparsa negli anni ottanta del XX secolo, quando furono installati in occasione del rinnovamento del sistema fognario, si sono guadagnati una notevole schiera di estimatori, sia in Giappone sia all'estero.

## Responsabilità nella gestione e nella salvaguardia delle risorse idriche

### Policy ed emendamenti
In Giappone l'approvvigionamento idrico e la gestione dei servizi legati alle acque sanitarie sono gestiti dal Ministero della salute, del lavoro e del welfare che in particolare è responsabile della fornitura di acqua per uso domestico; dal Ministero del territorio, delle infrastrutture, dei trasporti e del turismo il quale è responsabile dello sviluppo delle risorse idriche, nonché dei servizi igienico-sanitari; dal Ministero dell'ambiente, responsabile della qualità dell'acqua e della tutela dell'ambiente; e dal Ministero degli affari interni e delle comunicazioni, per quanto riguarda il benchmarking dei servizi pubblici legati al settore.
Nel 2004 il Ministero della salute, del lavoro e del welfare ha presentato un dossier che faceva il punto sui problemi che il Giappone dovrà affrontare in futuro nel campo dell'approvvigionamento e del trattamento dell'acqua, quali ad esempio la diminuzione della popolazione, il calo degli investimenti, l'invecchiamento della forza lavoro e delle strutture. Inoltre il documento sottolineava come le misure antisismiche utilizzate al periodo fossero insufficienti, come alcune riserve idriche fossero vulnerabili a frequenti siccità oltre a suggerire il potenziamento delle strutture in modo che fossero protette da eventuali attacchi terroristici. Il dossier raccomandava inoltre una serie di misure da adottare, tra cui l'introduzione di "sistemi di approvvigionamento idrico in area vasta", un approccio integrato alla gestione della qualità delle acque, l'utilizzo di moderne misure antisismiche per la costruzione delle future infrastrutture, l'incremento dell'efficienza energetica e l'uso di energie alternative in modo da ridurre ulteriormente le perdite d'acqua.

### Sviluppo e gestione
L'Agenzia idrica giapponese (JWA), sotto la giurisdizione del Ministero del territorio, delle infrastrutture, dei trasporti e del turismo, si occupa della costruzione e della manutenzione di dighe, argini artificiali, sbarramenti e canali oltre a garantire la fornitura d'acqua all'ingrosso a soggetti terzi, come per esempio servizi pubblici, che a loro volta si occupano della fornitura agli utilizzatori finali. La JWA fu istituita nel 2003 andando a sostituire la Società pubblica per lo sviluppo delle risorse idriche (WARDEC), istituita nel 1962.

### Fornitura del servizio
L'approvvigionamento di acqua potabile e la fornitura d'acqua a scopo sanitario (servizio idrico integrato) sono responsabilità di gestori differenti. Nel 2007 vi erano 1 572 operatori del settore idrico che si occupavano della fornitura d'acqua potabile mentre 3 699 erano quelli che garantivano l'accesso all'acqua sanitaria. Il numero di questi ultimi supera di gran lunga il numero delle municipalità giapponesi, poiché esse furono soggette a una politica di unione passando da 3 232 a 1 804 nel 1999. Tali gestori possono operare anche sotto particolari norme commerciali, soggette alla Legge sulle aziende pubbliche locali, o essere dipartimenti del governo locale soggetti al sistema di contabilità del governo. La maggior parte dei gestori del servizio idrico in Giappone sono aziende commerciali, ma solo alcune 213 tra esse si occupano dei servizi igienico-sanitari. Inoltre solo in alcune città, come ad esempio Kyoto, l'acqua potabile e l'acqua sanitaria sono gestite dallo stesso operatore. Infine vi sono 102 gestori che corrispondono a sezioni delle stesse prefetture (come nel caso di Osaka) o a particolari enti amministrativi (per esempio a Kanagawa).

## Aspetti economici

### Recupero dei costi
Il Giappone attua una politica di pieno recupero dei costi attraverso l'imposizione fiscale per quanto riguarda la fornitura di acqua potabile e dell'acqua sanitaria. I sistemi contabili in atto permettono di distinguere in modo chiaro due tipi di spese, anche nel caso di sistemi fognari combinati. La quota dei costi operativi sul totale dei ricavi si attesta in media al 49% per i servizi idrici e al 67% per i servizi di fognatura, fornendo una sana plusvalenza utilizzabile per ammortamenti delle immobilizzazioni, per il servizio del debito e per gli investimenti autofinanziati. La percentuale del recupero dei costi è del 97% per l'acqua potabile e il 53% per l'acqua sanitaria. La gestione delle acque meteoriche rientra nella categoria dei beni pubblici ed è quindi finanziata attraverso il gettito fiscale generale e non attraverso tariffe idriche e fognarie.

### Tariffe
Nel 2006 il costo medio dell'acqua in Giappone era equivalente a US$1,33/m³ per l'acqua potabile e US$1,13/m³ per l'acqua sanitaria. A causa del tasso di inflazione negativo del Giappone durante alcuni anni (ad esempio, tra il 2003 e il 2006) il valore reale dell'acqua è in aumento nonostante il valore nominale rimanga invariato. I gestori del servizio idrico non possono decidere autonomamente l'aumento delle tariffe, ma hanno bisogno dell'autorizzazione dei consigli comunali. Le bollette dell'acqua gravano sul reddito famigliare dei giapponesi per una cifra corrispondente a circa l'1% e sono per questo considerate convenienti.

### Investimenti
Gli investimenti sono finanziati attraverso obbligazioni emesse direttamente dai comuni o dai quei gestori che vengono sostenuti dai comuni stessi, attraverso fondi degli stessi gestori, o provengono da sussidi del governo nazionale (per esempio i contributi di almeno il 50% per quanto riguarda i servizi igienico-sanitari) e da sovvenzioni comunali. La maggior parte degli investimenti si concentra sul settore del trattamento delle acque e il finanziamento da parte di privati resta l'eccezione.

### Pagamenti dei servizi ecosistemici
Dal 1970 la prefettura di Osaka attua una politica di gestione sostenibile delle foreste intorno al lago Biwa, che insieme al fiume Yodo è la maggiore fonte di acqua potabile di Osaka, investendo in essa una cifra equivalente a più di 500 milioni di dollari.